# Кузьковский, Иосиф Вениаминович
Ио́сиф Кузько́вский (1902, Могилёв, Могилёвская губерния, Российская империя — 1 января 1970, Петах-Тиква, Израиль) — советский и израильский художник, активист еврейского национального движения в Советском Союзе в 1960-х годах.

## Биография
Родился в Могилеве-на-Днепре в семье печника Биниомина Кузьковского, в младенчестве лишился матери. В детстве переехал с семьей в Конотоп. Посещал с 5 лет хедер, где впервые познакомился с сионизмом и увлекся рисованием. После смерти учителя ушёл из хедера и начал работать зазывалой в лавке тканей, затем — продавцом и маляром в мастерской живописной мастерской вывесок Хаскина.
С началом Первой мировой войны зарабатывал продажей собственных рисунков и изготовлением крестьянских портретов. В возрасте 14 лет бежал из дома в Киев. В 1918 г. вступил добровольцем в Красную армию, впоследствии дезертировал.
В 1927-29 гг. учился в Киевском художественном институте, в 1929-39 гг. работал художником кино и кинорекламы. Подготовил большое количество декораций, афиш, автор знаменитых плакатов «На берегах Ровуми», «Сын Зорро» (оба −1928), «Кнут надсмотрщика» (1930), «Хабарда!» (1931).
В 1938 году обратился к еврейской тематике. Написал популярные картины «Встреча с еврейским агрономом еврейского колхоза» и «Соревнование в колхозе». В 1941—1945 в эвакуации в Узбекистане. Работал в «Окнах ТАСС» Маргелана и в Фергане, где подготовил узбекскую серию картин: «Радостное известие», «В Чайхане», «Пение с тарелками», «Нищие», «Шахимардан». Узнав о массовом уничтожении евреев нацистами, сделал в конце 1944 г. — начале 1945 г. ряд эскизов на эту тему («Акция», «Не стреляйте!», «Расстрел», «Куда вы меня ведете?»).
С 1945 года жил вместе с супругой в Риге. Проживая в Латвии, писал полотна в духе социалистического реализма. Также занимался иллюстраций произведений российских и советских классиков. В свободное от работы время продолжал писать на еврейскую тематику. Среди наиболее значимых произведений этого периода: монументальная композиция о Бабьем Яре — «В последний путь» (1945-48); линогравюры о жизни и борьбе евреев «Акция» (1962), «Хава нагила» и «Восставшее гетто» (1964), "Мы будем жить! (1966).
В 1956 году награждён медалью «За трудовое отличие».
В начале 1960-х годов стал одним из основных активистов сионистского движения Риги. 19 апреля 1963 года был одним из организаторов митинга в Румбульском лесу, посвященной 20-й годовщине восстания в Варшавском гетто. Ходатайствовал перед латвийским властями о возобновлении работы еврейской художественной самодеятельности, которую власти Латвийской ССР запретили. После Шестидневной войны нарисовал ряд важных картин о победе Израиля и борьбе советского еврейства за право на репатриацию: «Давид и Голиаф» (1967), «Транзистор» (1967).
В 1969 году репатриировался в Израиль. Занимался частными заказами, сотрудничал в обществе помощи еврейству СССР «Маоз». Успел создать в Израиле пастель «Симхат-Тора в Кфар-Хабаде» (1969), популярный плакат «Шлах эт амми!» («Отпусти народ мой!»), ряд зарисовок с натуры и несколько портретов.
Скончался от инфаркта 4 января 1970 года в Петах-Тикве.
21 февраля 1970 года в Доме Искусств в Тель-Авиве состоялась посмертная выставка Иосифа Кузьковского. Его композиция о трагедии Бабьего Яра «В последний путь» вывешена в здании Кнессета в Иерусалиме. Произведения хранятся в музеях и картинных галереях России, Норвегии, Израиля, частных коллекциях.